# Ли Ким Хок
Ли Ким Хок (кит. 李金福, пиньинь Lie Kim Hok. 1 Ноября 1853 — 6 мая 1912) — китайский журналист, педагог, писатель

, уроженец острова Ява, работавший в голландской Ост-Индии, повлиявший на формирование стиля малайской литературы.

## Биография
Родился в Бейтензорге (Западная Ява), получил образование в миссионерской школе, бегло говорил на сунданском и голландском, но совершенно не понимал китайский. 
В середине 1870-х женился и устроился работать переводчиком двух периодических изданий, выпускаемых его наставником Ван Дер Линденом. Уволился с этой должности в 1880.
В 1881 году у него умерла жена.
Одна из самых выдающихся его работ — «Поэма об истории Сити Акбари» (англ. Poem on the Story of Siti Akbari, малайск. Syair Cerita Siti Akbari), рассказывающая историю женщины, которая пытается освободить своего мужа, попавшего в плен к султану Индостана. Многие критики усматривают влияние европейского реализма на мотивы книги. История проникнута призовом к объединению и восстановлению национального языка голландской Ост-Индии, а также содержит полемику относительно традиционализма и современности. В 1939 году по книге был снят фильм Siti Akbari, режиссёры — Джошуа и Гофониила Вонг.